# 펠릭스 세수마가
펠릭스 세수마가 우가르테(스페인어: Félix Sesúmaga Ugarte; 1898년 10월 12일, 바스크 주 레호나 ~ 1925년 8월 24일, 바스크 주 레호나)는 1910년대에서 1920년대까지 활약한 스페인 바스크의 축구 선수이다.

## 클럽 경력
비스카이아 도 레호나 출신인 그는 아레나스 게초, 바르셀로나, 라싱 사마, 아틀레틱 빌바오, 그리고 스페인 국가대표팀에서 공격수로 활약하였다. 세수마가는 세 다른 구단 소속으로 코파 델 레이를 세 차례 우승했고, 두 다른 구단 소속으로 2년 연속 대회 결승전에 출전했다.
1919년 아레나스 게초의 선수로 코파 델 레이 결승전에 출전한 세수마가는 바르셀로나를 상대로 해트트릭을 기록해 5-2 승리를 견인했다. 바르셀로나는 그의 활약에 크게 감명 받아 그를 영입했고, 세수마가는 1920년 같은 대회의 결승전에서 아틀레틱 빌바오를 2-0으로 이기는 데에 돕는 것으로 보답했다. 그는 잭 그린웰이 이끄는 전설적인 바르셀로나 선수단의 일원으로 세수마가 외에도 파울리노 알칸타라, 사히바르바, 리카르도 사모라, 그리고 주제프 사미티에르가 그와 한배를 탔다. 바르셀로나 시절, 세수마가는 세 번의 카탈루냐 선수권 대회 우승을 도왔다. 라싱 사마에서 1년을 보낸 그는 아틀레틱 빌바오에 입단하여 1923년에 코파 델 레이 결승전에서 에우로파를 1-0으로 이기고 생애 3번째 컵대회 우승을 거두었다.

## 국가대표팀 경력
1920년, 세수마가는 벨기에 안트베르펜에서 열린 올림픽에 참가한 국대(Selección)의 원년 선수단 일원이기도 하다. 그는 스페인과 네덜란드 간의 은메달 결정전에서 2골을 기록해 3-1 승리를 견인했다. 그는 1920년부터 1923년까지 스페인 국가대표팀 경기에 8번 출전해 4골을 기록했다.

## 최후
그는 안타깝게도 26세에 결핵으로 요절했다.

## 수상
아레나스 게초
- 코파 델 레이: 1919
- 북부 선수권 대회: 1916–17

바르셀로나
- 코파 델 레이: 1920
- 카탈루냐 선수권 대회: 1918–19, 1919–20, 1920–21

아틀레틱 빌바오
- 코파 델 레이: 1923
- 비스카이아 선수권 대회: 1922–23

스페인
- 올림픽 은메달: 1920

### 일반
- Evans, Hilary; Gjerde, Arild; Heijmans, Jeroen; Mallon, Bill. “펠릭스 세수마가”. 《Olympics at Sports-Reference.com》. Sports Reference LLC. 2016년 3월 11일에 원본 문서에서 보존된 문서.

### 상세
1. 1 2 3 4  “Sesúmaga, el pequeño rubio” [세수마가, 작은 금발]. 《La Roja en el Olimpo (올림픽의 붉은 군단)》 (스페인어). 2018년 6월 10일에 확인함.